# Mil francos de recompensa
Mil francos de recompensa es una telenovela colombiana realizada por FGA Televisión para la Televisora Nacional en 1965, dentro del proyecto del productor Hernán Villa "Su Telenovela". Fue emitida los martes, jueves y sábados.
Con 22 capítulos, la telenovela es una adaptación de Santiago García de la obra homónima escrita por Víctor Hugo. También fue la primera telenovela de RTI que Luís Eduardo Gutiérrez dirigió.

## Sinopsis
Es la historia de la inocente Cipriana y su madre Estevita, quienes están en bancarrota. Rouseline es un inescrupuloso hombre de negocios que acepta condonarles la deuda, a cambio que la joven acepte casarse con él.
La deuda es injustificada, y ambas mujeres lo ignoran. Pero gracias al vagabundo Glapieu el engaño es develado y la justicia triunfa.

## Reparto
- María Eugenia Dávila - Cipriana
- Santiago García
- Jaime Monsalve
- Karina
- Enrique Tobón
- Ugo Armando
- Carlos Duplat
- Luís Linares
- Enrique Pachón
- Álvaro San Félix
- Ómar Sánchez